# Pardasena virgulana
Pardasena virgulana är en fjärilsart som beskrevs av Paul Mabille 1880. Pardasena virgulana ingår i släktet Pardasena och familjen trågspinnare. Inga underarter finns listade i Catalogue of Life.